# Ashram
Een ashram of een asjram is een leefgemeenschap en ontmoetingsplaats voor aanhangers van religies uit India, die gebruikt wordt als religieuze levens-, studie- en arbeidsgemeenschap. Het kreeg later ook de betekenis van levensvorm, waarbij er sprake is van vier ashrama's.
Het betreft vaak een hermitage, een klooster of een andere plaats van religieuze betekenis in het hindoeïsme. Meestal is een ashram een plaats waar een sadhak (heilige) zou leven, waarbij de naam meestal naar deze heilige verwijst of naar de plaats waar die zich bevindt. Vanouds waren de ashrams ver buiten de bewoonde wereld gevestigd, zoals in afgelegen bossen of bergachtige gebieden, die zich leenden tot meditatie.
Ashrams worden ook voor ruimere spirituele doeleinden gebruikt, zoals voor het komen tot bezinning en de beoefening van yoga, vaak onder leiding van een goeroe of een andere mysticus.
De ashram is een oord waar aspecten van het hindoeïsme worden gecultiveerd. Boeddhisme, bijvoorbeeld, noemt de woonoorden/plaatsen van cultiveren van monialen en lekenvolgelingen vihára, wat en gompa. Hoewel het woord ashram in het boeddhisme niet voorkomt, is het wel gemeengoed geworden in het westers taalgebruik. Zodoende krijgen boeddhistische centra in het westen toch vaak de naam ashram.